# Philip Whichelo
Philip Whichelo (1905-1989) est un artiste peintre britannique. Il vivait à Putney, un quartier dans le sud-ouest de Londres, situé dans le district londonien de Wandsworth (« London Borough of Wandsworth »). Il était le cousin de la mère du célèbre écrivain anglais Edward Morgan Forster avec lequel il a entretenu une correspondance. Ces lettres entre Philip Whichelo et E.M. Forster ont été partiellement publiées dans Les Cahiers de Edward Morgan Forster. Elles sont déposées aux archives du King's College à Cambridge.
Alors que la peinture était sa passion et son passe-temps, Whichelo a dirigé à Londres le Gateway Theatre où il a effectué également des mises en scène.